# Arrodets-ez-Angles
Arrodets-ez-Angles  là một xã thuộc tỉnh Hautes-Pyrénées trong vùng Occitanie tây nam nước Pháp. Khu vực này có độ cao trung bình 750 mét trên mực nước biển.